# Мадельян Леонід Сергійович
Леонід Сергійович Мадельян (15 вересня 1946 - 18 липня 2012, Сочі, Російська Федерація) — радянський спортсмен і тренер з тенісу, заслужений тренер РРФСР.

## Біографія
Випускник Російський державний університет фізичної культури, спорту, молоді та туризму. Чемпіон ЦС ДСО «Труд» (1971) в парному розряді. Тренер ДСШ № 2 м Сочі (1969-1979), ДЮСШ ДСО «Труд» (з 1980). Серед найбільш відомих вихованців - триразовий чемпіон СРСР Олександр Звєрєв.
Заслужений тренер РРФСР (1982).